# Bangladeschisch-osttimoresische Beziehungen
Als bangladeschisch-osttimoresische Beziehungen wird das zwischenstaatliche Verhältnis von Bangladesch und Osttimor bezeichnet.

## Geschichte
Bangladesch beteiligte sich mit Personal an der Übergangsverwaltung der Vereinten Nationen für Osttimor (UNTAET), der Unterstützungsmission der Vereinten Nationen in Osttimor (UNMISET) und der Integrierten Mission der Vereinten Nationen in Timor-Leste (UNMIT). Die Bangladeschin Ameerah Haq war von 2009 bis 2012 UN-Sonderbeauftragter für Osttimor und Chefin der UNMIT.
Am 4. August 2022 trafen sich Bangladeschs Außenminister Abulkalam Abdul Momen und Osttimors Außenministerin Adaljíza Magno am Rande des 29. ASEAN-Regionalforums (ARF) in Kambodscha, um sich auszutauschen über die Rohingya-Rückführung, Bangladeschs Friedenstruppe, Armutsbekämpfung, Massenbildung, Frauenförderung, landwirtschaftliche Forschung, Fischerei, Vieh- und Geflügelindustrie, Digitalisierung, Jugendentwicklung und Studentenaustauschprogramm.
2023 besuchte Außenminister Abulkalam Abdul Momen Osttimor. Im Dezember 2024 besuchte Präsident José Ramos-Horta für vier Tage Bangladesch. Neben einer Absichtserklärung über einen bilateralen Konsultationsmechanismus wurde ein Abkommen zur Visafreiheit der Staatsbürger beider Länder unterzeichnet. Ramos-Horta nahm an den Feierlichkeiten des 54. Tag des Sieges teil.

## Diplomatie
Die Botschaft Bangladeschs im indonesischen Jakarta ist für die Vertretung in Osttimor zuständig. Von 2016 bis 2020 war Generalmajor Azmal Kabir Botschafter Bangladeschs für Indonesien, Papua-Neuguinea und Osttimor. Azmal Kabir war bereits 2001 in Osttimor als Chef einer Pioniereinheit unter UN-Führung, im Dienste der UNTAET.
Osttimor wird in Bangladesch durch den Honorarkonsul Kutubuddin Ahmed vertreten (Stand Dezember 2024).

## Wirtschaft
2018 registrierte das Statistische Amt Osttimors Importe aus Bangladesch nach Osttimor in einem Gesamtwert von 336.000 US-Dollar (2016: 250.000 US-Dollar), womit Bangladesch auf Platz 31 der Importeure lag. Waren im Wert von 41.000 US-Dollar gingen 2018 von Osttimor nach Bangladesch (Platz 20 der osttimoresischen Exportziele).